# Thorictus heimi
Thorictus heimi is een keversoort uit de familie spektorren (Dermestidae). De wetenschappelijke naam van de soort werd in 1899 gepubliceerd door Erich Wasmann.